# Аксуський сільський округ (Шуський район)
Аксу́ський сільський округ (каз. Ақсу ауылдық округі, рос. Аксуский сельский округ) — адміністративна одиниця у складі Шуського району Жамбильської області Казахстану. Адміністративний центр — село Аксу.
Населення — 2312 осіб (2021; 2374 у 2009, 2788 у 1999, 2770 у 1989).
Станом на 1989 рік існувала Жаначуйська сільська рада (села Аксу, Октябр). 1997 року Жанашуський сільський округ був приєднаний до складу Коккайнарського сільського округу, однак 2001 року зі складу Коккайнарського сільського округу виділено Аксуський сільський округ.

## Склад
До складу округу входять такі населені пункти:
| Населений пункт            | Старі назви | Населення, осіб (1989) | Населення, осіб (1999) | Населення, осіб (2009) | Населення, осіб (2021) |
| -------------------------- | ----------- | ---------------------- | ---------------------- | ---------------------- | ---------------------- |
| Аксу, село                 | -           | 1683                   | 1643                   | 1955                   | 1316                   |
| імені Оразали-батира, село | Октябр      | 1087                   | 1145                   | 419                    | 996                    |